# CompuServe
CompuServe (CompuServe Information Service, còn được biết đến bởi chữ viết tắt CIS) là nhà cung cấp dịch vụ trực tuyến thương mại lớn đầu tiên ở Hoa Kỳ - được mô tả vào năm 1994 là "dịch vụ thông tin lớn nhất của Big Three (những dịch vụ khác là Prodigy và America Online)." 
CompuServe thống trị lĩnh vực này trong những năm 1980 và vẫn là một ảnh hưởng lớn cho đến giữa những năm 1990. Vào thời kỳ đỉnh cao vào đầu những năm 1990, CIS được biết đến với hệ thống trò chuyện trực tuyến, các diễn đàn tin nhắn bao gồm nhiều chủ đề, thư viện phần mềm rộng lớn cho hầu hết các nền tảng máy tính và một loạt các trò chơi trực tuyến phổ biến, đặc biệt là MegaWars III và Island of Kesmai. Nó cũng được biết đến với việc giới thiệu định dạng GIF cho hình ảnh và là một cơ chế trao đổi GIF.
Năm 1997, 17 năm sau khi H & R Block mua lại CIS, công ty mẹ đã tuyên bố mong muốn bán công ty. Một thỏa thuận phức tạp đã được thực hiện với WorldCom đóng vai trò là nhà môi giới, kết quả là CIS được bán cho AOL.
Năm 2015, Verizon đã mua lại AOL, bao gồm cả bộ phận CompuServe. Vào năm 2017 sau khi Verizon hoàn tất việc mua lại Yahoo, CompuServe đã trở thành một phần của công ty con Oath Inc. mới thành lập của Verizon.